# Hôtel de Gaillard-Longjumeau
Pour les articles homonymes, voir Gaillard et Longjumeau (homonymie).
L'Hôtel de Gaillard-Longjumeau est un hôtel particulier situé au n° 27, rue Verrerie à Aix-en-Provence.

## Construction et historique
L'immeuble fut construit au XVIe siècle et était alors la propriété de la famille Isnard. 
En 1622, il fut acheté par Pierre de Gaillard, conseiller du roi, contrôleur ordinaire et provincial de guerre. L'hôtel resta dans cette famille jusqu'en 1771, année durant laquelle il fut vendu aux enchères à un certain J.Féraud.
Magdeleine de Gaillard (1620-1687), gouvernante des nièces du Cardinal Mazarin et par ailleurs épouse de Gaspard de Venel y est née.